# Entanoneura brunneonigra
Entanoneura brunneonigra är en insektsart som beskrevs av Eduard Handschin 1960. Entanoneura brunneonigra ingår i släktet Entanoneura och familjen fångsländor. Inga underarter finns listade i Catalogue of Life.